# Nuslei híd
A Nuslei híd (csehül: Nuselský most) egy feszített betonhíd Prágában, Csehország fővárosában. A viadukt Nusle városrészben, Prága második és negyedik kerületében található. A Nusle-völgy felett köti össze a belvárost Pankrác városrésszel, a város délkeleti részeivel, valamint a D1-es autópályával. A hatsávos közút alatt, a híd belsejében halad a prágai C metróvonal két vágánya az I. P. Pavlova és a Vyšehrad állomások közötti szakaszán. Fontos közlekedési útvonal, mert majdnem az összes észak-dél irányú forgalom a hídon halad át.

## Adatai
A Nuslei híd 485 méter hosszú, 26,5 m széles. Négy tartópillére van, két 68,5 m-es és három 115,5 méteres szakaszra bontható. A híd átlagos magassága a völgy felett 42,5 m. A metró alagútjának magassága 6,5 m. A falak 30–110 cm vastagok. A híd Csehország egyik legnagyobb hídja.

## Története
Végleges kialakításának terveit Svatopluk Kobr, Vojtěch Michálek és Stanislav Hubička készítette. Az építését 1967-ben kezdték és 1973. február 22-én adták át. 1975 és 1989 között Klement Gottwald híd (csehül: most Klementa Gottwalda), Csehszlovákia egykori elnökének nevét viselte.
A 2012 és 2017 között elvégzett rekonstrukció 288 millió koronába került, amely után jelentősebb javításokat 20–25 évig nem kell végezni.

## Öngyilkosságok
A híd eredeti korlátja mindössze 1 méter magas volt. A hidat öngyilkossági szándékból gyakran keresték fel. 1990-ben egy 1,5 m széles háló volt a korlát alatt. 1996 és 1997 között a korlátot 2,7 méterre emelték. 2007 szeptemberében a korlátokat rugalmas és csúszós felülettel egészítették ki, amelyet a hegymászók nem tudtak leküzdeni a tesztek során. Az öngyilkosok emlékére a híd északi pillérénél, a Folimanka parkban egy égre néző lámpa áll, amely Krištof Kintera munkája.

## Galéria

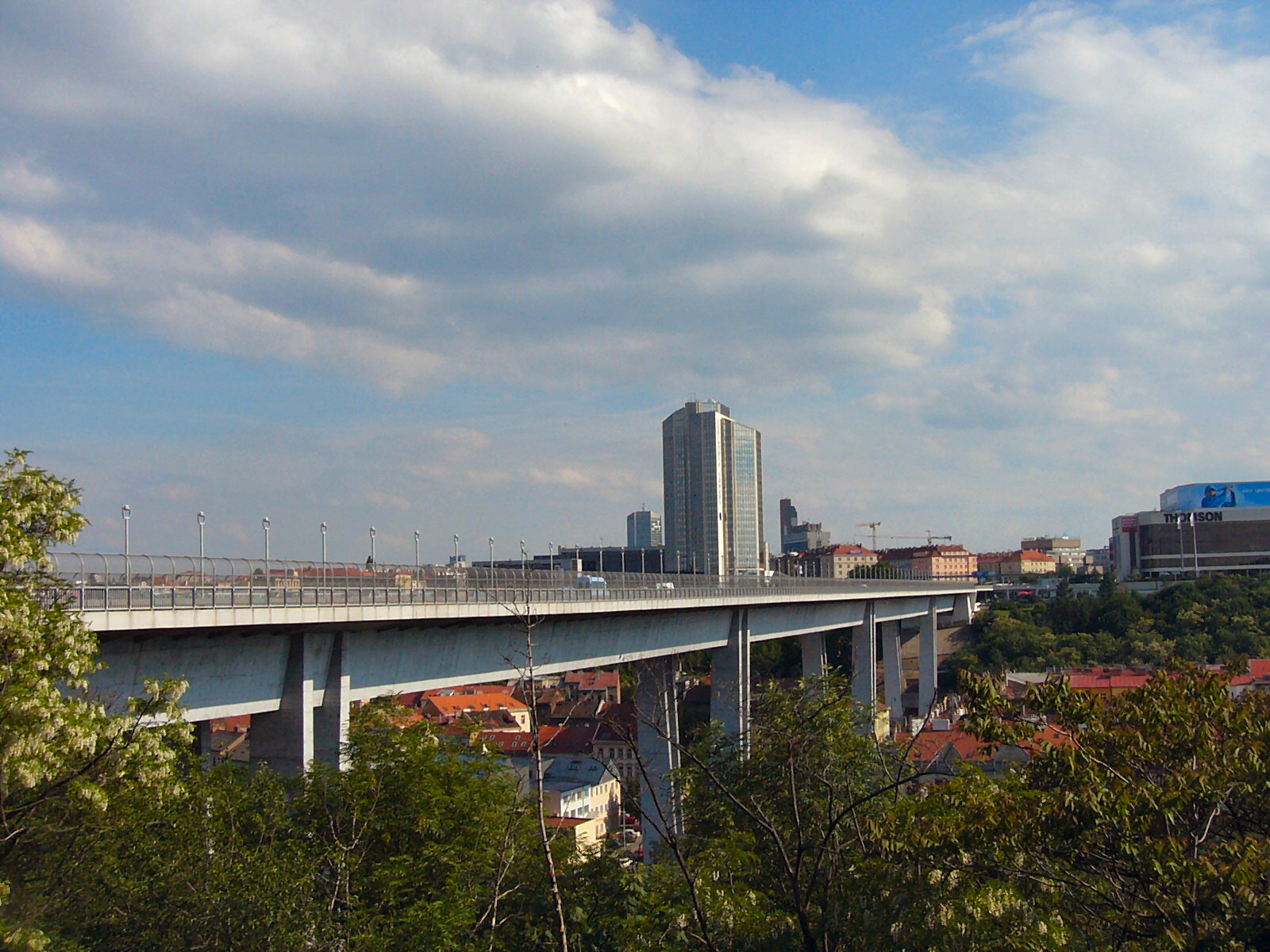
Észak felől
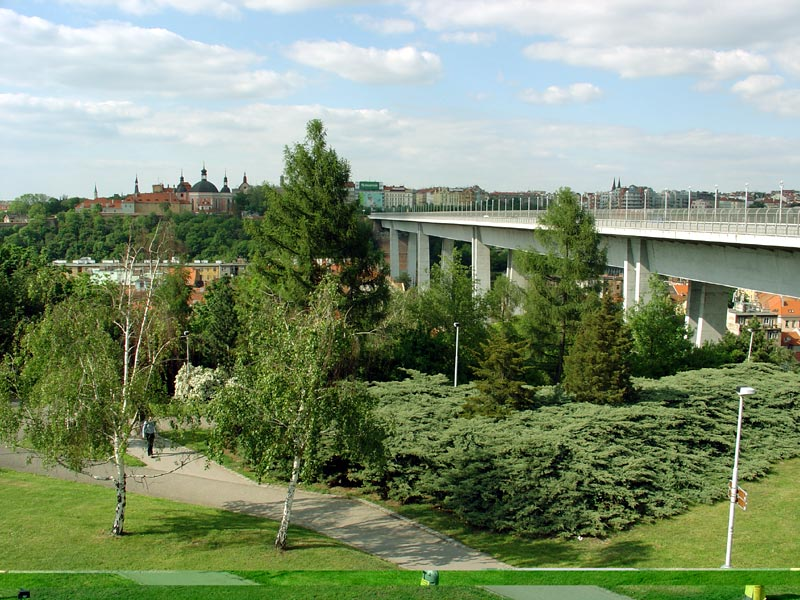
Dél felől
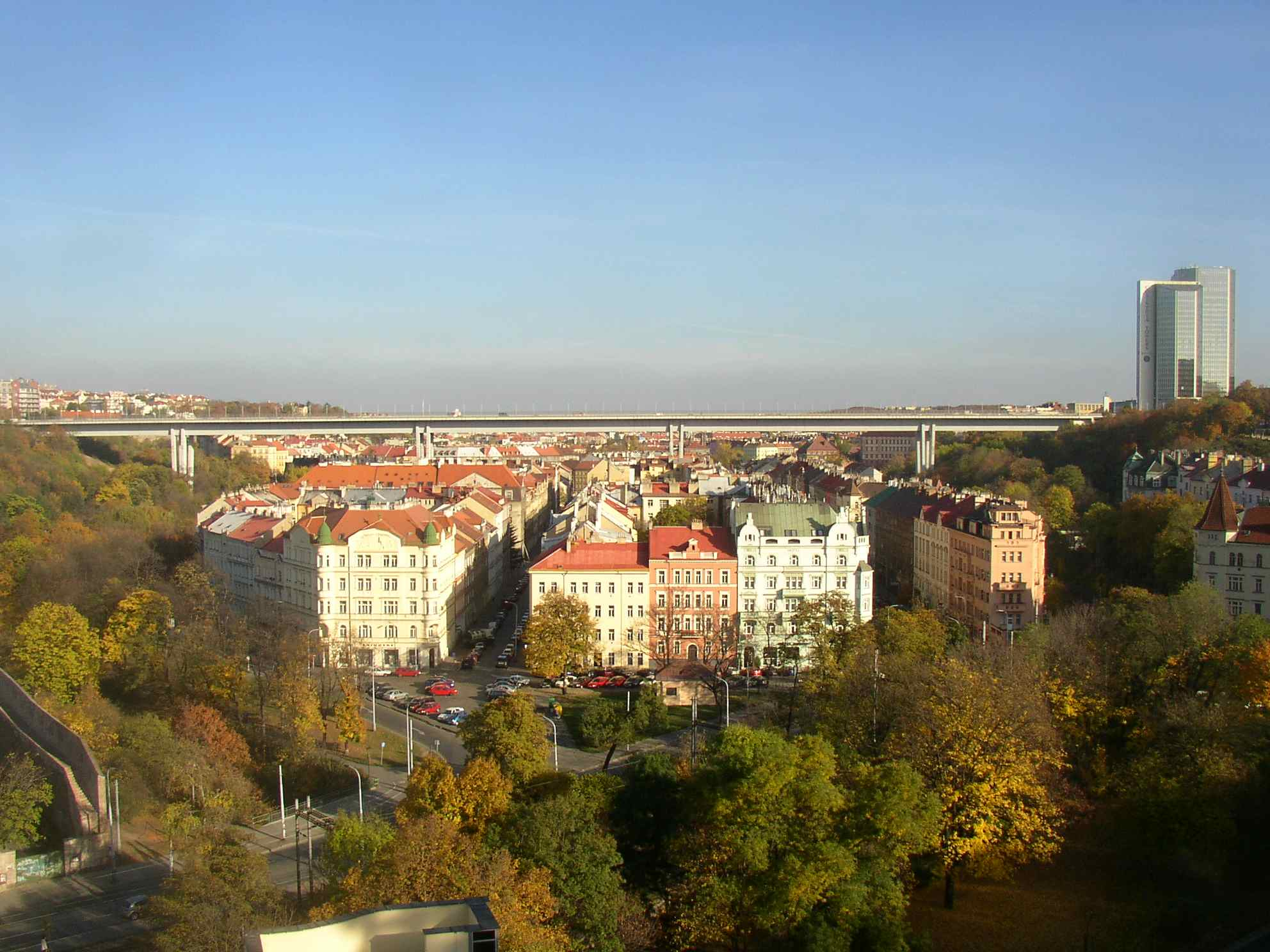
Nyugat felől
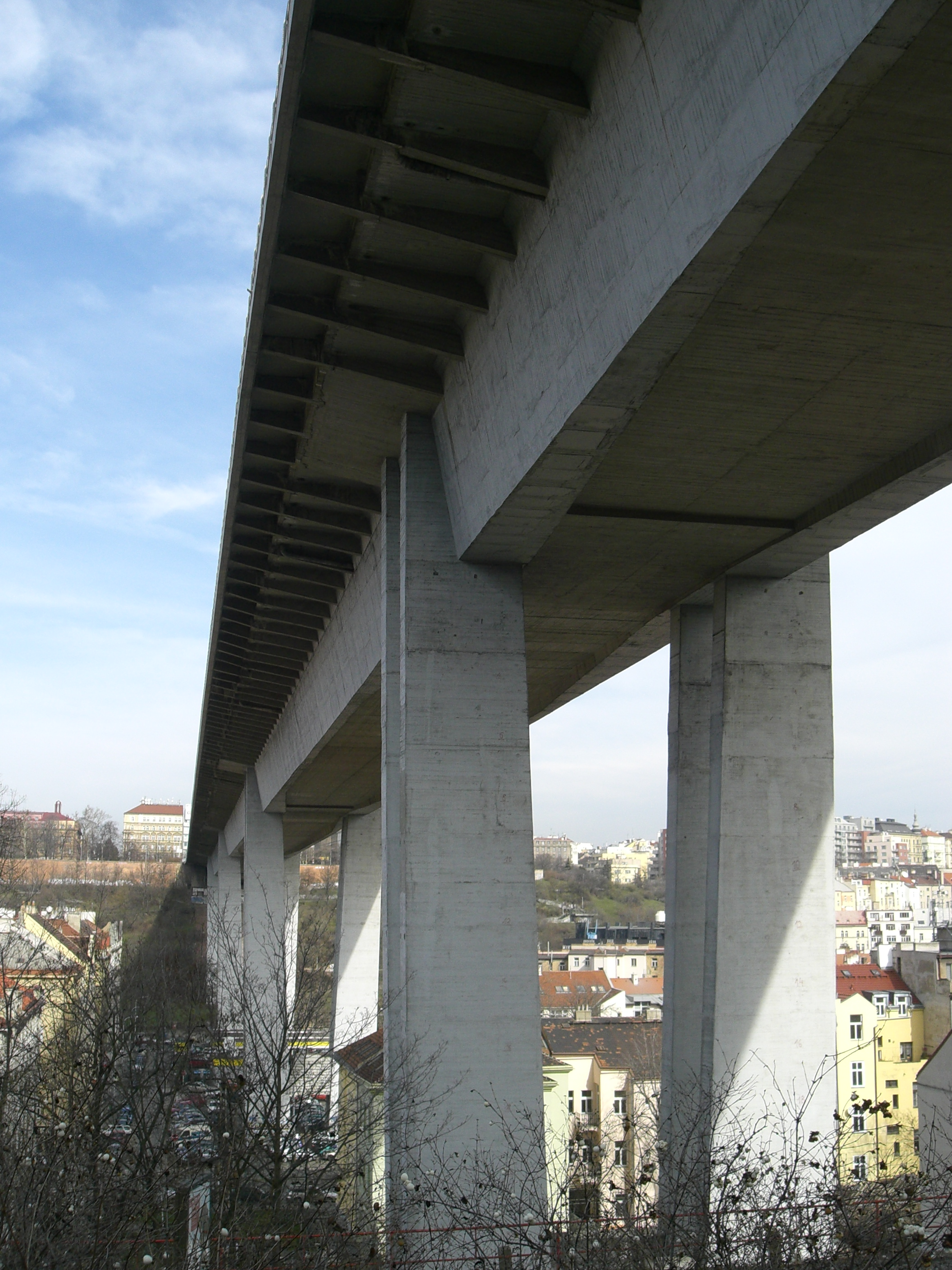
Alulról

## Fordítás
- Ez a szócikk részben vagy egészben  a   Nuselský most című cseh Wikipédia-szócikk fordításán alapul.  Az eredeti cikk szerkesztőit annak laptörténete sorolja fel. Ez a jelzés csupán a megfogalmazás eredetét és a szerzői jogokat jelzi, nem szolgál a cikkben szereplő információk forrásmegjelöléseként.